# Leonid Yekimov
Leonid Aleksandrovitch Yekimov (en russe : Леонид Александрович Екимов; né le 13 septembre 1987) est un tireur sportif au pistolet de nationalité russe.

## Sa carrière
Aux Championnats du monde de tir en 2006, il gagne la médaille d'or dans la catégorie junior en pistolet 25 mètres et termine deuxième en 25 mètres pistolet standard.
L'année suivante, toujours classé en tant que junior, il décide de participer aux 'Open class' des Championnats d'Europe à air comprimé 10 m au pistolet, et apporte à la Russie une médaille d'or et un nouveau record du monde. Il bat ses deux coéquipiers en finale : Mikhaïl Nestrouïev et Vladimir Issakov ; offre à la Russie un triplé et remporte de plus sa première victoire internationale en catégorie Seniors.
Yekimov fait ses débuts olympiques au pistolet air à Pékin en 2008 et se classe sixième. Il fut aussi le remplaçant de Sergei Alifirenko (médaillé d'or aux Jeux de Sydney et de bronze à ceux d'Athènes) qui dut se retirer de la compétition.
Bien que sa réputation ne soit pas basée sur ses compétences en pistolet rapide, Iekimov a remporté une compétition nationale et lors des quotas pour les Jeux olympiques, il tira 586 /600 à Munich, n'étant qu'à 5 points du record du Monde. À Pékin, Iekimov était en tête au bout du premier jour, mais il a fini quatrième après la finale.